# 迈克尔·图恩
迈克尔·图恩（英語：Michael Toon，1979年4月11日—），澳大利亚男子赛艇运动员。他曾代表澳大利亚参加2004年夏季奥林匹克运动会赛艇比赛，获得男子八人单桨有舵手铜牌。